# Лезгины в Казахстане
Лезгины в Казахстане (лезг. Лезгияр Къазахъстанайра) — лезгинская диаспора появившаяся в Республике Казахстан в результате депортации лезгин из родных земель после Штульского восстания. На 1989 год лезгин в Республике насчитывало 13807 человек, большинство проживает в Мангистауской области, а также в Актау. В Казахстане существует одна из самых больших лезгинских диаспор которая сохраняет свои культурные традиции, религию и язык.

## История

### Депортация
в 1930-е годы антиисламская политика Сталина и коммунистов спровоцировало лезгин на ответные меры, в результате чего вспыхнуло Штульское восстание во главе с имамом Гази Мухаммадом Штульским. Коммунистами к наказанию были привлечены 316 участников движения, из них 212 расстреляли, 104 осудили на сроки от 3 до 10 лет, остальных же с целью ассимиляции депортировали в Казахстан а также в Кыргызстан, Туркменистан и Узбекистан. 

### Реабилитация
В 1989 году сталинские массовые репрессии были официально осуждены российскими властями и их жертвы подлежали юридической реабилитации. Некоторые исследователи предлагали включить в число реабилитированных и Штульского. Однако сделать это оказалось невозможно, так как расстрелянные лидеры повстанческих движений официально не считаются репрессированными.

### Конфликт в Новом Узене
19 июня 1989 года в Новом Узене Казахстанской ССР был введен комендантский час из-за разраставшегося межнационального конфликта. Использовав незначительный повод, местное население учинило резню кавказцев, которых властям в итоге пришлось эвакуировать. Данные о погибших в столкновениях до сих пор засекречены. Итогом событий явилось назначение Нурсултана Назарбаева первым секретарем ЦК КП Казахстана.

## Расселение
На 1989 год в Казахстане насчитывало 13807 лезгин , большинство  проживало в Мангистауской области, а также в Актау. В Казахстане существует одна из самых больших лезгинских диаспор которая сохраняет свои культурные традиции, религию и язык.
| Год         | 1970  | 1979  | 1989   | 1999  | 2009  |
| Численность | 2 579 | 6 126 | 13 807 | 4 616 | 3 600 |

## Известные представители диаспоры
Куруглиев, Камиль Магомедович —  казахстанский борец вольного стиля. Призёр чемпионата Казахстана.